# Pritha
Pritha  (лат.) — род пауков семейства Filistatidae. Большинство видов обитает в Азии, от Израиля до Китая и Филиппин. Несколько видов обитают в Средиземноморье, один вид найден в Новой Гвинее.

## Виды
По данным сайта World Spider Catalog на июнь 2016 года род включает 21 вид.
- Pritha albimaculata (O. Pickard-Cambridge, 1872) – Израиль
- Pritha ampulla Wang, 1987 – Китай
- Pritha bakeri (Berland, 1938) – Новые Гебриды
- Pritha beijingensis Song, 1986 – Китай
- Pritha condita (O. Pickard-Cambridge, 1873) – Азорские острова, Остров Святой Елены
- Pritha crosbyi (Spassky, 1938) – Центральная Азия
- Pritha dharmakumarsinhjii Patel, 1978 – Индия
- Pritha garciai (Simon, 1892) – Филиппины
- Pritha garfieldi Marusik & Zamani, 2015 – Иран
- Pritha hasselti (Simon, 1906) – Суматра, Ява, Сулавеси
- Pritha heikkii Saaristo, 1978 – Сейшеллы
- Pritha insularis (Thorell, 1891) – Никобарские острова
- Pritha littoralis (Roewer, 1938) – Новая Гвинея
- Pritha nana (Simon, 1868) typus – Средиземноморье
- Pritha nicobarensis (Tikader, 1977) – Адаманские острова, Никобарские острова
- Pritha pallida (Kulczy?ski, 1897) – Средиземноморье
- Pritha poonaensis (Tikader, 1963) – Индия
- Pritha spinula Wang, 1987 – Китай
- Pritha sundaica (Kulczy?ski, 1908) – Ява
- Pritha tenuispina (Strand, 1914) – Израиль
- Pritha zebrata (Thorell, 1895) – Мьянма